# South Burlington
South Burlington é uma cidade do estado americano de Vermont, no Condado de Chittenden.

## Geografia
De acordo com o United States Census Bureau, a cidade tem uma área de 76,6 km², onde 42,7 km² estão cobertos por terra e 33,9 km² por água.

## Demografia
Segundo o censo nacional de 2010, a sua população é de 17 904 habitantes e sua densidade populacional é de 419,21 hab/km². É a terceira cidade mais populosa de Vermont. Possui 8 429 residências, que resulta em uma densidade de 197,36 residências/km².